# Paragone delle arti
Lettres sur l'art à Benedetto Varchi, Frédérique Dubard de Gaillarbois & Olivier Chiquet, Spartacus Idh, 2021.

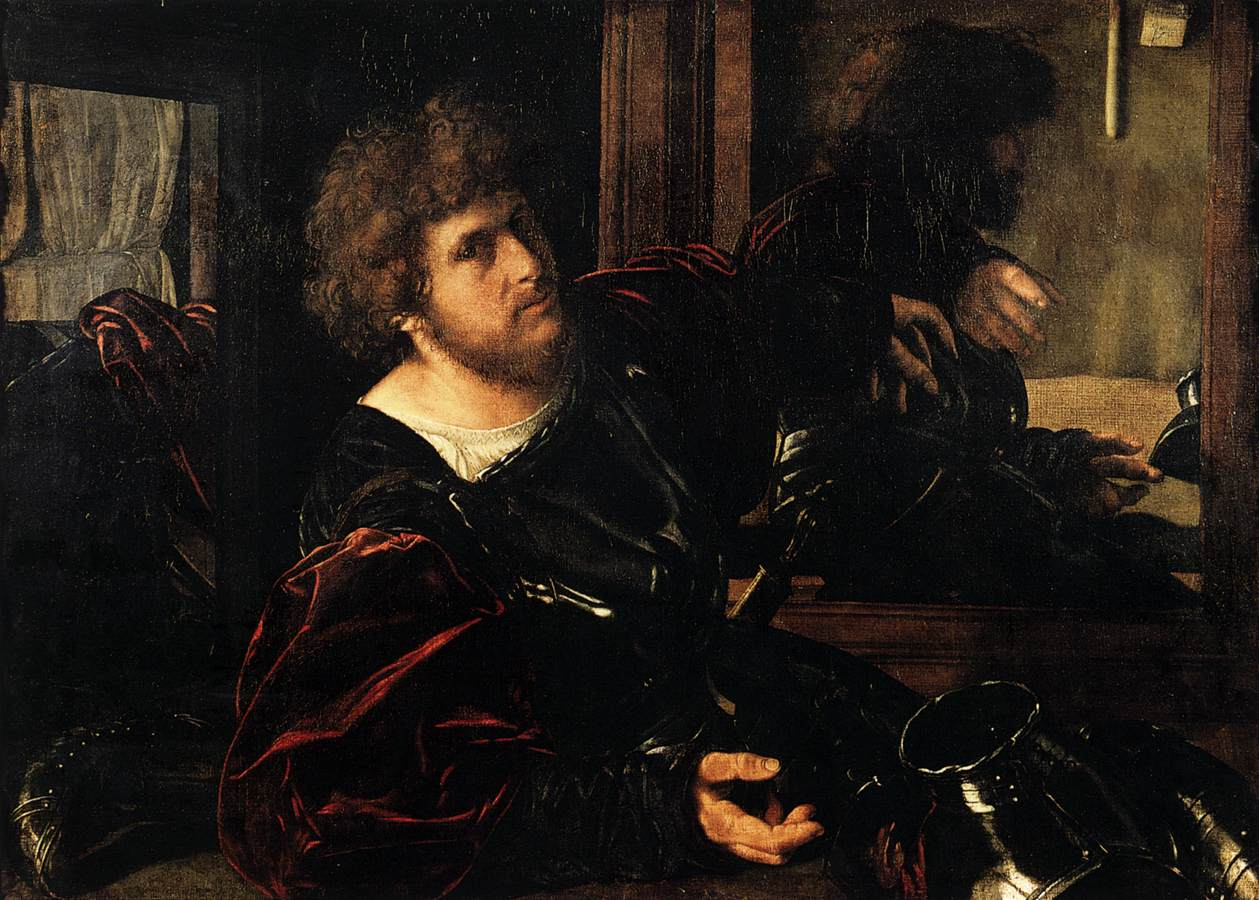
Savoldo, Ritratto d'uomo in armatura (1529 circa), Louvre

Tiziano, Donna allo specchio (1514-1515 circa), Louvre

Il paragone delle arti è un tema che animò il dibattito sulla materia artistica nel Rinascimento.

## Sviluppo
A partire da aneddoti riportati nella Naturalis historia di Plinio il Vecchio, dalla seconda metà del XV secolo in Italia si sviluppò un dibattito su quale forma artistica fosse la maggiore, da un punto di vista estetico e di abilità dell'artefice. A tale dibattito, che si sviluppò per tutto il XVI secolo, parteciparono gli umanisti, i letterati, i poeti, i musicisti e tutti i più grandi artisti figurativi dell'epoca. Leonardo da Vinci, quale "genio in tutte le arti versato", ad esempio sosteneva il primato della pittura, proclamandone la supremazia rispetto alla musica e alla poesia, poiché essa era "scienza" che rappresenta «con più verità e certezza le opere di natura» e siccome imitare equivaleva a ricreare, il pittore si avvicinava più di ogni altro all'atto creativo divino.
Michelangelo e altri sostenevano invece il primato della scultura, in particolare quella "del levare" materia (come la scultura in marmo, a differenza di quella "del mettere" come la terracotta), poiché l'opera scultorea era l'unica che permetteva di apprezzare un soggetto in molteplici vedute, semplicemente camminandoci attorno.
A questa obiezione i pittori risposero che anche le cose dipinte permettevano "tutte le sorti delle vedute" e "senza avere camminamento attorno": tipici esempi erano le figure rappresentate vicino a specchi, in cui si potevano vedere contemporaneamente molteplici vedute del soggetto. Lorenzo Lotto ad esempio dipinse il Triplice ritratto di orafo (frontale, di profilo e di tre quarti) e Gian Girolamo Savoldo, prendendo spunto da un perduto lavoro di Giorgione, ritrasse un uomo in armatura accanto a due specchi, che ne moltiplicano la veduta laterale e tergale. 
La questione del "paragone" prese particolare importanza nelle corti e in centri artistici come Venezia e Firenze. In quest'ultima, nel 1547, ebbe particolare importanza il contributo di Benedetto Varchi, che chiese l'opinione per lettera a tutti i maggiori artisti attivi alla corte di Cosimo I e non solo: in queste lettere, in larga parte conservate, e in altri scritti legati alla questione si leggono le prese di posizione di Pontormo, di Vasari, di Cellini, di Bronzino e di altri. Bronzino ad esempio dipinse un doppio ritratto del Nano Morgante sulle due facce di una tela. Oltre alla doppia veduta, frontale e tergale, con la pittura mostrò anche il trascorrere del tempo: se infatti sul recto l'uomo è in procinto di partire a caccia, sul verso mostra fiero le prede catturate.